# Alianța de Centru-Stânga
Alianța de Centru-Stânga a fost o alianță politică din România între Partidul Social-Democrat (PSD) și Uniunea Națională pentru Progresul României (UNPR), formată în iulie 2012. Scopul declarat al celor două partide era susținerea reciprocă la Alegerile Parlamentare din 2012.
Alianța de Centru-Stânga a fost aprobată la 9 august 2012 de Tribunalul București, astfel luând ființă și alăturându-se Uniunii Social-Liberale.